# Tamagotchi (Tschoopapa...)
"Tamagotchi (Tschoopapa...)", também conhecido como "The Official Tamagotchi Song!", é uma canção do grupo alemão de dance-pop Sqeezer, que foi lançado em 1997 como quinto single do grupo. A canção foi gravada em colaboração com a Saban Worldwide Company, detentora dos direitos de Tamagotchi, para o álbum de compilação "Tamagotchi Smash Hits". O videoclipe para a canção foi filmado em Londres no Reino Unido.

## Lista de Faixas
Germany CD-maxi
1. "Tamagotchi (Tschoopapa...)" (Video/Radio Version) – 3:53
2. "Tamagotchi (Tschoopapa...)" (Extended Mix) – 5:16
3. "Tamagotchi (Tschoopapa...)" (Cyberpet Mix) – 4:58
4. "Remember Summertime Baby" – 4:15

Europe (Special Fan Edition) CD-maxi
1. "Tamagotchi (Tschoopapa...)" (Radio/Video Version) – 3:53
2. "Tamagotchi (Tschoopapa...)" (Christmas Tamagotchi) – 4:02
3. "Tamagotchi (Tschoopapa...)" (Karaoke Version) – 3:52

• Special edition Bonus videos
1. "Multimedia Part"

## Desempenho nas paradas musicais
| Parada musical (1997)               | Melhor posição |
| ----------------------------------- | -------------- |
| Alemanha - (Official German Charts) | 55             |